# Intuice
Intuice (z lat. in-tueor, in-tuitum, doslova v-hled) znamená vhled nebo náhled a v současném užití obvykle označuje náhlé poznání, chápání či odhad nebo rozhodnutí, které není zprostředkováno vědomým uvažováním a ačkoli bývá provázeno pocitem jasnosti a jistoty, není podloženo zřetelnými důvody. Jedno z českých synonym pro intuici je pojem tušení.
Intuice může být podmíněna zkušeností a hraje významnou úlohu jak pro rychlé rozhodování pod časovým tlakem (např. na psychiatrických odděleních, u záchranných prací (např. na příjmu záchranné služby)), tak také v umění a v každé tvořivé činnosti vůbec.
Odtud také intuitivní – dosažený intuicí či odhadem, nezdůvodněný, předběžný.
Filosofický směr, který intuici pokládá za jediný nebo aspoň hlavní zdroj filosofického, případně i matematického poznání, se nazývá intuicionismus.
Intuice není věda.

## Intuice ve filosofii
Zkušenost „bleskového“ náhledu, pochopení nebo nápadu zmiňuje už Platón v „Sedmém listu“ (Listy, 341c), kde je ovšem důsledkem velkého myšlenkového úsilí. Jinak je Platón k nepodloženým odhadům jakožto „pouhému mínění“ kritický a vyžaduje, aby se takové mínění vždy podrobilo rozumovému zkoumání. Teprve tak může dojít ke skutečnému poznání, jež je člověk schopen také předávat jiným.
Protiklad intuice jako náhlého, jasného a celkového poznání (řec. epibolé) proti postupnému a vždy jen částečnému poznání diskurzívnímu se objevuje u Filóna a u Plotina. Intuice se podle něho podobá vidění, které také vidí všechno najednou, liší se však tím, že je možná jen u duchovních předmětů. Toto pojetí pak provází celou novoplatónskou a středověkou filosofii, až teprve Jan Duns Scotus usoudil, že intuitivní poznání je možné i u smyslových předmětů jako evidence (z lat. e visu, „z vidění“). U Descarta, Leibnize a Locka je intuice jasný a nepochybný náhled těch nejjednodušších idejí nebo axiomů, na němž každé poznání staví.
Intuice jako náhled, nazírání podstaty věcí, je pro Spinozu základem jistého poznání, což Kant později zpochybní. Původní smysl protikladu intuitivního a diskurzivního poznávání prostřednictvím slov a symbolů opět vyzvedl Schopenhauer a Friedrich Nietzsche, na něž dále navázal psycholog C. G. Jung.
Význam intuice jako prvotního zdroje poznání i rozhodování, které teprve následně můžeme podrobit racionální reflexi a kritice, zdůraznil Henri Bergson. Vymezil ji jako „intelektuální sympatii (souznění) s tím, co je samé skutečnosti nejvnitřnější“. Intuice jako „náhled podstaty“ (Wesensschau) hraje významnou roli i ve filosofii E. Husserla a jeho žáků. Ve snaze dopátrat se samého počátku například smyslového vnímání si Husserl všiml, že ještě než vnímaný předmět rozpoznáme jako něco (stůl, zvíře, hora), musel nás něčím zaujmout a upoutat. Hermeneutika německého filosofa H. G. Gadamera hovoří o nezbytném předporozumění (Vorverständnis), s nímž člověk k určitému textu přistupuje ještě dříve, než jej mohl číst. Nové, neznámé věci by člověk zřejmě bez jisté prvotní intuice nemohl poznávat, stejně jako by je nemohl tvořit.

### Současná analytická filosofie
Moderní analytická filosofie přenechává empirické otázky týkající se intuice psychologii a zaměřuje se na významné otázky ohledně role intuice přímo ve filosofii. Jde např. o otázku, zda lze intuici považovat za ne-inferenční přesvědčení, jako dispozice k přesvědčení apod. Vzhledem k tomu, že mnoho filosofických argumentů se zakládá na používání intuic, např. ve formě myšlenkových experimentů, významným problémem filosofie zůstává epistemická hodnota intuic. Na pomezí filosofie a empirických disciplín se nedávno začala rozvíjet takzvaná experimentální filosofie, která ověřuje intuici ohledně filosofických problémů na vzorcích běžné populace a často tak zpochybňuje validitu těchto filosofických závěrů. V současnosti může oplývat intuicí i umělá inteligence. Ta se ukazuje jako zkušenost, získaná na základě učení.

## Intuice v psychologii

### Jungova psychologie
Švýcarský lékař (psychiatr, psycholog a psychoterapeut) Carl Gustav Jung vytvořil klasifikaci lidských typů, kde na jedné ose leží proti sobě funkce racionální (usuzovací), totiž rozum (logika) a cítění (hodnoty), na druhé ose funkce tzv. iracionální, tedy intuice a vnímání. V kombinaci s další dvojicí - extrovertního a introvertního myšlení tak vzniká celkem osm „čistých“ typů. Jung byl přesvědčen, že i když se různé typy mohou kombinovat, každého člověka charakterizuje právě jedna převládající schopnost, jejíž protějšek je vůči druhé potlačen.

### Moderní psychologie
Intuice je předmětem rozsáhlého experimentálního výzkumu v současné psychologii. Za dva centrální aspekty současných teorií lze považovat:
- Různé obsahy mysli mohou být přístupné našemu vědomí v různé míře. U intuitivních úsudků si nejsme vědomi toho, jak jsme k nim dospěli. Podobně introspekce nemá praktický žádný přístup k tomu, jak dochází k tvorbě gramaticky správných vět během hovoru, zatímco při matematickém výpočtu jsme si vědomi většiny kroků, které provádíme.
- Existují dva základní módy usuzování, pro které Stanovich a West zavedli označení Systém 1 a Systém 2.[5] Systém 1 je intuitivní, nevědomý, automatický, má velkou kapacitu, probíhá bez námahy a je rychlý. Systém 2 je naproti tomu deliberativní, vědomý, řízený, má malou kapacitu, vyžaduje kognitivní námahu a je pomalý. Jakkoli je teorie dvou procesů usuzování jednoduchá a elegantní, některé novější poznatky ukazují, že realita myšlenkových procesů je komplikovanější.[6]

Podle nositele Nobelovy ceny za výzkum na tomto poli - Daniela Kahnemana, lze za dva hlavní zdroje intuitivních úsudků považovat rozsáhlou zkušenost a heuristiky („mentální zkratky“).

#### Expertní intuice
Příkladem intuice může být příběh Garyho Kleina o veliteli hasičů, který při zásahu uvnitř hořícího domu náhle zvolal: „Rychle pryč!“, aniž by věděl proč. Jen co požárníci vyběhli ven, podlaha domu se zřítila. Až poté si Klein uvědomil, že požár byl neobvykle tichý a jeho uši byly neobvykle horké. Jeho dlouhou zkušeností získaný „šestý smysl pro nebezpečí“ odhalil, že zdroj požáru nespočíval skutečně v patře, kde se požárníci nacházeli, ale ve sklepě pod nimi.
Podle Kahnemana lidé provádí intuitivní expertízy v každodenním životě neustále: v telefonátu např. poznají náladu mluvčího již z prvního slova. Po vstupu do místnosti cítí, že se ostatní zrovna bavili o nich, rychle rozpoznávají nebezpečnou situaci na silnici, atd.
Podle Herberta Simona „intuice není nic jiného než rozpoznání.“ Simon studoval šachové mistry, kteří po získání praxe během tisíců hodin hry viděli postavení na šachovnici odlišně od ostatních lidí. Dokázali pak v situaci vidět povědomé vzory (netrénovaným lidem skryté) a adekvátně na ně reagovat. Podobné schopnosti lidé projevují neustále, aniž by si toho byli vědomi. Není tak principiální rozdíl mezi např. šachovým mistrem či zkušeným požárníkem, již v plamenech dokáží rozpoznat tvar psa. Oba totiž vědí, že "cosi je špatně", aniž by "věděli", jak to vědí. Podobně např. dospělý člověk ví, že potkal např. přítele Petra, aniž by si byl vědom, jak jej rozpoznal. Vědění bez znalosti o získání tohoto vědění není nic magického či neobvyklého; nejde o výjimku, spíše o pravidlo lidské psychologie.
Nejen okamžité reakce, ale i delší plánování se může zakládat na intuitivním rozpoznání. G. Klein proto navrhl teorii rozhodování založeného na rozpoznání (recognition-primed decision). Dle této automatické funkce lidská asociativní paměť (Systém 1) nejprve navrhne možné řešení, toto řešení pak člověk vědomě simuluje (Systém 2), aby zjistil zda vede k validnímu výsledku.
K osvojení si schopnosti expertní intuice však může stačit i jediná zkušenost, např. emoční reakce při bodnutí včelou (podruhé při setkání se včelou se dostaví automatická reakce strachu či opatrnosti). Jindy však mohou vést ke zdárnému výsledku i tisíce hodin, jako v případě šachových mistrů.
Expertní intuice nejsou vždy spolehlivé a mohou se značně lišit. Výzkumy ukazují, že intuice jsou relativně spolehlivé především za podmínek:
- dostatek zkušeností ve specifické oblasti
- prostředí je relativně jednoduché a pravidelné
- při učení, kdy je k dispozici dostatečně rychlá a kvalitní zpětná vazba
- když si je člověk vědom svých limitů intuice - a tak raději „používá Systém 2“

Pokud tedy člověk nezakládá svůj úsudek na expertíze, ale spíše na různých heuristikách, musí připustit, že základní vlastností jeho rozhodnutí je, že neví, jak k závěru dospěl. Často tak nemůže říci, zda se jeho intuitivní úsudek zakládá na kvalitní expertíze. Jeho mylný intuitivní závěr tak může provázet vysoká míra subjektivní jistoty.

#### Heuristiky
Heuristiky jsou jednoduchá, ale efektivní pravidla usuzování či rozhodování. Používají se jako zkratka k nalezení řešení, jež sice nemusí být optimální, ale jsou dostatečná pro dané účely, především v situacích, kdy hledání optimálního řešení by bylo příliš náročné. Heuristiky v našem myšlení se pravděpodobně vyvinuly v důsledku evolučních tlaků, v situacích kdy rychlost nalezení řešení měla větší hodnotu pro přežití než jejich zaručená správnost. Jakkoli jsou heuristiky v každodenním životě nezbytné, již několik desetiletí se psychologové zaměřují na zkoumání jejich limitů a situací, kdy tyto systematicky selhávají. Takové případy se označují jako kognitivní omyly (cognitive biases), protože často porušují pravidla logiky, pravděpodobnosti či teorie racionální volby.
Typickým příkladem (někdy označovaným jako klam záměny atributů - attribute substitution)) je následující úloha: Pálka a míček stojí dohromady 110 Kč. Pálka stojí o 100 Kč více než míček. Kolik stojí míček? Rychlá intuitivní odpověď bývá 10 Kč, i když správná odpověď může být jiná. Příkladem tzv. emoční heuristiky (affect heuristic) může dále být např. rozhodnutí investovat do akcií automobilové společnosti kvůli líbivému vzhledu jejích aut a osobní zálibě v nich, namísto ekonomických ukazatelů firmy. 
Dalšími příklady jsou heuristika ukotvení (anchoring), heuristika reprezentativnosti (representativeness heuristic) či heuristika snadné dostupnosti informace (availability heuristic).

#### Teorie nevědomého myšlení
V kontrastu k výše představené koncepci stojí tzv. teorie nevědomého myšlení, jejímž autorem je především Ap Dijksterhuis. Dle této teorie je nevědomé, intuitivní myšlení lepší při řešení složitých problémů, které zahrnují více atributů. Zatímco ve vědomém myšlení tyto údajně nelze dohromady pojmout, nevědomě je lze paralelně zpracovat. Tato teorie je však mnohými vědci zpochybňována.

#### Intuice a kreativita
Intuice figuruje i jako důležitá součást mnohých teorií kreativního procesu, jak v umění, tak ve vědě.
Intuici je též možné rozvíjet až do expertní roviny pomocí intuitivního procvičování.

#### Intuitivní komunikace
Intuitivní komunikace je komunikace, která vyzařuje všemi sférami, je to „řeč duchovního srdce“.